# Clube de Regatas Aldo Luz
O Clube de Regatas Aldo Luz (CRAL) é um clube brasileiro de remo, sediado na cidade de Florianópolis, capital do estado de Santa Catarina. Sua sede está localizada no Parque Naútico Walter Lang, próximo da Ponte Colombo Salles.

## História
O Aldo Luz foi fundado em 27 de dezembro de 1918, por atletas dissidentes do Clube Náutico Francisco Martinelli, sob a denominação Clube de Regatas Florianópolis. No ano seguinte, o nome foi mudado para Clube de Regatas Aldo Luz, em homenagem a Aldo Firmino da Luz, filho do ex-governador Hercílio Luz.
Em 28 de setembro de 1918, o então governador Hercílio Luz ordenou que fosse construída a sede do Aldo Luz.